# 12224 Jimcornell
12224 Jimcornell (1984 UN2) là một tiểu hành tinh vành đai chính.